# Martin S. Ackerman
Martin S. Ackerman (1932 – 1er août 1993) est un avocat et homme d'affaires connu pour ses acquisitions d'entreprises et leurs fusions.

## Biographie
Martin S. Ackerman naît en 1932. Élevé à Rocherster, Ackerman est diplômé de l' université de Syracuse. Il étudie ensuite le droit à la Rutgers Law School.  En 1957 il devient un associé au cabinet Cooper, Ostrin, De Varco & Ackerman basée à New York. Ce cabinet est spécialisé dans la fusion et l'acquisition d'entreprises.
Perfect Film and Chemical Corporation est fondé en 1962 par Ackerman à partir de ses quatre premières acquisitions : United Whelan Corporation, Hudson National, Perfect Photos et Equality Plastics Inc.
En 1968, Ackerman rachète Marvel Comics pour un peu moins de 15 millions de dollars. le fondateur de Marvel, Martin Goodman en reste le directeur et son fils Chip en devient directeur éditorial dans l'attente de succéder à son père,.  Lorsque Goodman prend sa retraite en 1972, la place revient finalement à Stan Lee et Chip est évincé. Cette même année 1968, Perfect Film accorde un prêt de 5 millions de dollars à Curtis Publishing Company à la demande du principal créancier de Curtis la First National Bank of Boston. Ackerman est alors nommé président de Curtis. Ackerman vend les bureaux de Curtis pour 7.3 millions de dollars and loue la moitié des bâtiments pour rembourser la quasi-intégralité du prêt consenti par la First National.  En 1968, Curtis Publishing vend deux de ses revues Ladies' Home Journal et The American Home, à Downe Communications pour 5.4 millions de dollars en actions,. Ackerman vend ensuite les actions pour avoir assez de liquidité pour financer les activités de Curtis.  Malgré plusieurs tentatives pour relancer le Post, Curtis Publishing est amené à cesser la publication du Evening Post en 1969. Un des descendants du fondateur de Curtis avec des propriétaires d'action de l'entreprise poursuivent en justice Ackerman.  En 1969, Ackerman abandonne Curtis et Perfect Film.
Au milieu des années 1970, Ackerman déménage à Londres où il se spécialise dans le droit sur les taxes, publie le magazine Arts Review  et fonde la  Eaton House Publishers.

## Vie privée et décès
Ackerman s'est marié deux fois.  Il meurt le 1er août 1993 au Mount Sinai Hospital de New York d'un sepsis aigu après une opération.

## Ouvrages
Ackerman a écrit plusieurs livres dont : 
- The Curtis Affair (Nash, 1970)
- en collaboration avec Diane Leighton, Money, Power, Ego: A Manual for Would-be Wheeler-Dealers (Playboy, 1976)[1]

## Philanthropie
Ackerman a créé une fondation pour donner des œuvres d'art